# Шемряков, Александр Дмитриевич
Александр Дмитриевич Шемряков (15 июля 1936 года, Пономарёво, Ярцевский район, Красноярский край — 14 февраля 2012 года, Красноярск) — российский композитор и певец, краевед. Член Союза журналистов России. Почётный гражданин Красноярского края и Красноярска. Заслуженный деятель искусств Российской федерации.

## Биография
Родился в 1936 году в деревне Пономарёво Ярцевского района Красноярского края. В армии был организатором художественной самодеятельности. В 1962 году стал лауреатом краевого радиоконкурса за песню «Почему ты не едешь сюда?», а спустя два года в этом же конкурсе впервые прозвучала его известная песня «Красноярск раскинул улицы», ставшая музыкальной визиткой города.
Всесоюзный успех композитору принесла написанная на слова Аиды Фёдоровой «Баллада об Абакан-Тайшете». Она многие годы звучала в программах радиостанции «Юность», в телефильмах, театральных постановках, исполнялась многими эстрадными певцами. В 1966 году вышел первый сборник песен под названием «Мы с тобой, комсомол». И затем каждую пятилетку издавались очередные его песенные сборники («Сибирь — планета комсомольская», «Мы зажигаем первые костры», «О Сибири, молодости и любви», «Земной поклон тебе, Россия»). Среди наиболее популярных песен — «И опять на Диксон нет погоды», «Снегири, снегири», «Эти улицы мне снятся» и другие.
В 1974 году окончил юридический факультет Красноярского государственного университета, в 1976 году — Всероссийскую творческую мастерскую эстрадного искусства (ВТМЭИ) в Москве, где подготовил программу «О Сибири, о молодости, о любви», с которой выступал от Полярного круга до южных границ. С гастрольными поездками в системе «Росконцерта» объездил всю страну, а также выступал в Польше и Германской Демократической Республике.
Песни А. Д. Шемрякова неоднократно звучали в передачах Всесоюзного и Российского радио, в концертных программах Центрального телевидения.
В 1968 году за цикл гражданско-лирических песен он стал первым лауреатом премии Ленинского комсомола Красноярского крайкома ВЛКСМ. В 2005 году был награждён золотым знаком «Герб города Красноярска».
Член Союза композиторов России, трижды заслуженный — и артист, и деятель искусств, и работник культуры Российской Федерации.
Был женат на Э. А. Шемряковой.